# Морано сул По
Мора̀но сул По̀ (на италиански: Morano sul Po; на пиемонтски: Moran, Моран) е село и община в Северна Италия, провинция Алесандрия, регион Пиемонт. Разположено е на 123 m надморска височина. Населението на общината е 1530 души (към 2010 г.).